# Ratata på spåret
Ratata på spåret (Sur la piste des Dalton) är ett Lucky Luke-album från 1962. Det är det 17:e albumet i ordningen, och har nummer 18 i den svenska utgivningen. 

## Handling
Bröderna Dalton lyckas än en gång fly, men denna gång får de den beryktade fängelsehunden Ratata efter sig. Ratata lever dock inte upp till sitt rykte - tvärtom visar han sig vara osedvanligt förvirrad och rädd, och helt sakna såväl spårsinne som andra instinkter - undantagit sin ofantliga aptit.
Lucky Luke stöter på fängelsepatrullen utsänd för att fånga Daltons, men vägrar inledningsvis att hjälpa dem. När de stjäl riddjur från en av Lukes vänner, ranchägaren Tex, beslutar han sig dock att än en gång ge sig efter dem - denna gång med "hjälp" av Ratata.
Detta album introducerar Ratata, som sedermera blir en återkommande figur i serien, och under 1980-talet också får sin egen albumserie. Ratatas närvaro innebär dessutom att Jolly Jumper slutligen tilldelas talförmåga - även om hans kommentarer framför allt är riktade till läsaren; övriga figurer i serien tycks inte lägga märke till dem.

## Svensk utgivning
- Morris; Goscinny, René, (översättare: Kåre Persson) (1975). Ratata på spåret. Lucky Lukes äventyr: 18. Stockholm: Albert Bonniers förlag. Libris 7144653. ISBN 91-0-040129-3
- Andra upplagan, 1980, och tredje upplagan, 1987, Bonniers Juniorförlag. ISBN 91-48-40129-3
- I Lucky Luke – Den kompletta samlingen ingår albumet i "Lucky Luke 1958–1960". Libris 9600364. ISBN 91-7269-467-X
- Den svenska utgåvan trycktes även som nummer 110 i Tintins äventyrsklubb (1993). Libris 7674134. ISBN 91-7904-307-0